# Raisonnable (1755)
Pour les autres navires du même nom, voir HMS Raisonnable.
Le Raisonnable était un bâtiment de 64 canons de la marine royale, lancé en novembre 1756 en France,. Il fut mis en chantier pendant la vague de construction qui sépare la fin de guerre de Succession d'Autriche (1748) du début de la guerre de Sept Ans (1755). Sa carrière fut courte : un an dans la marine française, quatre ans dans la marine anglaise. 

## Caractéristiques principales
Le Raisonnable était un bâtiment moyennement artillé mis sur cale selon les normes définies dans les années 1730-1740 par les constructeurs français pour obtenir un bon rapport coût/manœuvrabilité/armement afin de pouvoir tenir tête à la marine anglaise qui disposait de beaucoup plus de navires depuis la fin des guerres de Louis XIV. Il faisait partie de la catégorie des vaisseaux dite de « 64 canons » dont le premier exemplaire fut lancé en 1735 et qui sera suivi par plusieurs dizaines d’autres jusqu’à la fin des années 1770, époque où ils seront définitivement surclassés par les « 74 canons. »
Sa coque était en chêne, son gréement en pin, ses voiles et cordages en chanvre. Il était moins puissant que les vaisseaux de 74 canons car outre qu'il emportait moins d'artillerie, celle-ci était aussi pour partie de plus faible calibre, soit :
- vingt-six canons de 24 livres sur sa première batterie percée à treize sabords,
- vingt-huit canons de 12 sur sa deuxième batterie percée à quatorze,
- dix canons de 6 sur ses gaillards[1],[2].

Cette artillerie correspondait à l’armement habituel des 64 canons. Lorsqu'elle tirait, elle pouvait délivrer une bordée pesant 540 livres (soit à peu près 265 kg) et le double si le vaisseau faisait feu simultanément sur les deux bords. Chaque canon disposait en réserve d’à peu près 50 à 1 060 boulets, sans compter les boulets ramés et les grappes de mitraille. 
Pour nourrir les centaines d’hommes qui composait son équipage, c’était aussi un gros transporteur qui devait avoir pour deux à trois mois d'autonomie en eau douce et cinq à six mois pour la nourriture. C'est ainsi qu'il embarquait des dizaines de tonnes d’eau, de vin, d’huile, de vinaigre, de farine, de biscuit, de fromage, de viande et de poisson salé, de fruits et de légumes secs, de condiments, de fromage, et même du bétail sur pied destiné à être abattu au fur et à mesure de la campagne.

## Carrière du vaisseau
Le Raisonnable entra en service en pleine guerre avec l'Angleterre. Au printemps 1758 il appareillait pour sa première mission. Il était sous les ordres du prince de Rohan-Montbazon. Il faisait partie de la division du marquis Charry des Gouttes qui devait rejoindre Louisbourg avec deux autres vaisseaux et six frégates. 
Le 29 avril 1758, alors qu’il se trouvait encore dans le golfe de Gascogne, il fut repéré par la division anglaise du capitaine Patten qui se lança à sa poursuite. Vers 19h00, il fut rejoint par le HMS Dorsetshire de 70 canons avec qui il se bâtit pendant deux heures. À la nuit, arriva un deuxième vaisseau anglais, l’HMS Achilles, de 60 canons avec qui il échangea plusieurs bordées avant d’être contraint de baisser pavillon (en). Le Raisonnable est l'un des trente-sept vaisseaux de ligne perdus par la France pendant la guerre de Sept Ans.
Intégré à la Royal Navy, il devient donc le HMS Raisonnable. Il fut perdu le long des côtes de la Martinique le 3 février 1762.